# Gezer-Kalender

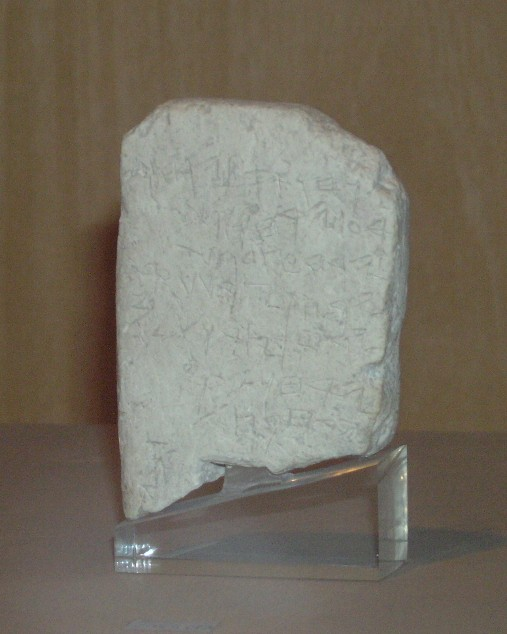
Gezer-Kalender, Archäologisches Museum Istanbul

Der Gezer-Kalender ist ein in paläo-hebräischer Schrift beschriebener Kalkstein (7 × 11 cm groß). Das Schriftstück wird in das 10. Jahrhundert v. Chr. datiert und gilt weithin als eines der ältesten bekannten Beispiele hebräischer Sprache. Es wurde bei Ausgrabungen der biblischen Stadt Gezer, ca. 50 km nordwestlich von Jerusalem, durch R. A. S. Macalister entdeckt. Diese Ausgrabungen fanden zwischen 1902 und 1907 statt.

## Der Text
| hebräischer Text | Transkription | Übersetzung |
| --- | --- | --- |
| 1. ירחו אסף . ירחו ז 2. רע . ירחו לקש 3. ירח עצד פשת 4. ירח קצר שערם 5. ירח קצר וכל 6. ירחו זמר 7. ירח קץ II אבי[ה] III פניה | I 1. jrḥw ʼsp . jrḥw z 2. rʻ . jrḥw lqš 3. jrḥ ʻṣd pšt 4. jrḥ qṣr śʻrm 5. jrḥ qṣr wkl 6. jrḥw zmr 7. jrḥ qṣ II ʼbj[h] III pnjh | I 1. Zwei Monate der Ernte. Zwei Monate der Au2ssaat. 2. Zwei Monate der Spätsaat. 3. Ein Monat des Flachsziehens. 4. Ein Monat der Gerstenernte. 5. Ein Monat der Ernte und (ihres) Abschlusses. 6. Zwei Monate des Rebenschneidens 7. Ein Monat des Sommers. II Abihu III PNJH |

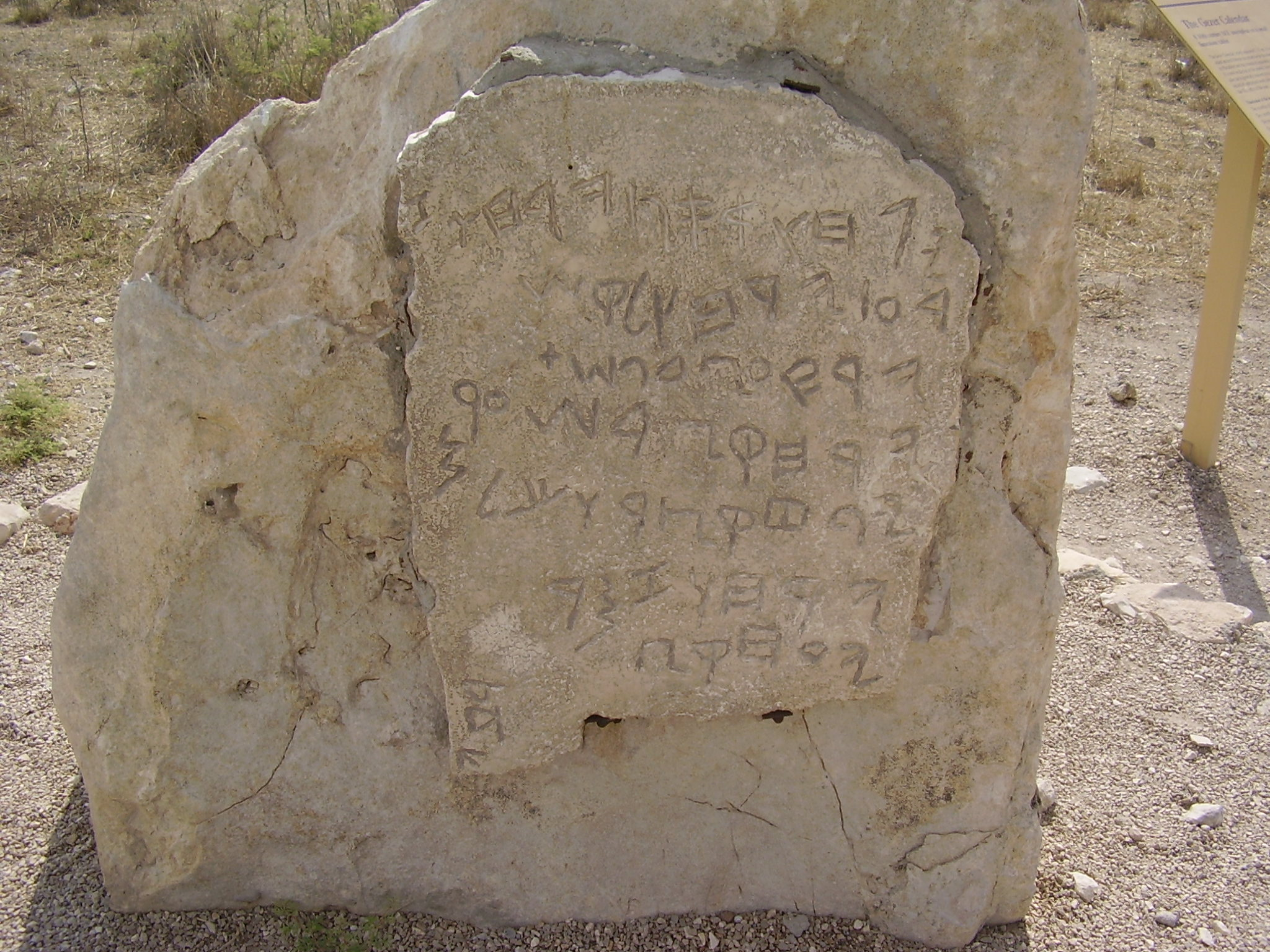
Replikat des Gezer-Kalenders in Tell Gezer.

## Kalendereinteilung
- Einheimsung (asiph), September und Oktober.
- Saat (zera), November und Dezember
- Spätsaat (lakisch), Januar und Februar
- Flachshacken (asid pischta), März
- Gerstenernte (kesir se'ora), April
- Übrige Ernte (kesirin kullam), Mai
- Rebenkürzen (zamir[4]), Juni und Juli
- Fruchtlese (kajis), August

Fachleute spekulieren über die Bedeutung des Textes. So meinen manche, es könnte sich um Aufzeichnungen eines Schülers handeln, oder um den Text eines beliebten Volksliedes oder Kinderliedes. Möglich wäre aber auch, dass es sich um ein Schriftstück handelt, das in irgendeiner Weise mit der Steuereintreibung von Bauern zu tun haben könnte.
Der Gezer-Kalender befindet sich im Archäologischen Museum Istanbul in Istanbul, zusammen mit der Schiloach-Inschrift und anderen archäologischen Entdeckungen, die vor dem Ersten Weltkrieg gemacht wurden.